# Karel Jan Václav Paar
Karel Jan Václav kníže z Paaru (německy Karl Johann Wenzel Fürst von Paar, Freiherr auf Hartberg und Krottenstein; 7. července 1834 Bechyně – 21. dubna 1917 Vídeň) byl český a rakouský šlechtic, politik a velkostatkář. Byl dlouholetým poslancem českého zemského sněmu, v roce 1881 zdědil titul knížete a rozsáhlý majetek v Čechách (Bechyně). Poté byl dědičným členem rakouské panské sněmovny, získal Řád zlatého rouna.

## Životopis

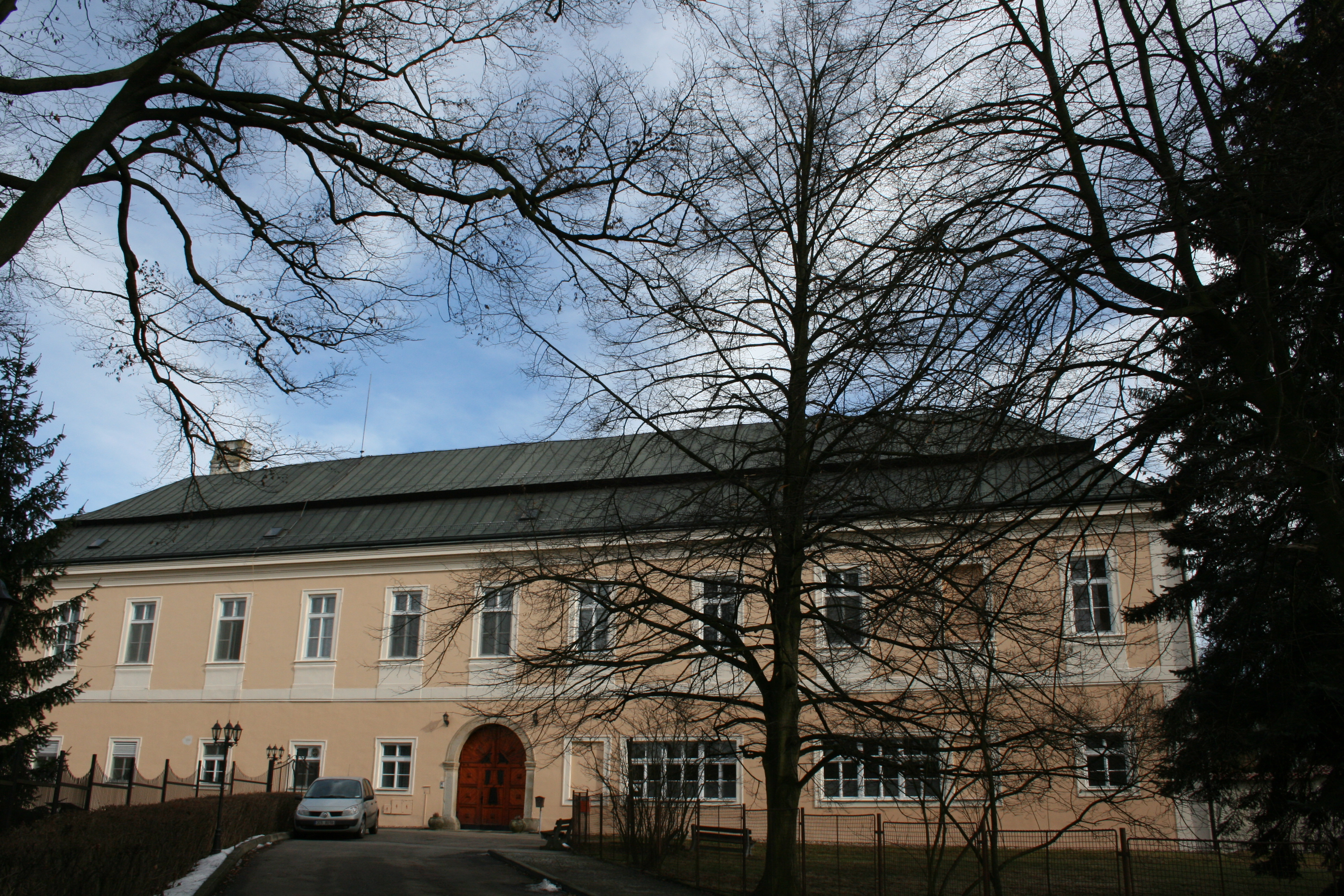
Zámek Kardašova Řečice, sídlo knížete Karla Paara

Pocházel ze starého šlechtického rodu Paarů, narodil se jako nejstarší syn knížete Karla Boromejského z Paaru (1806–1881) matka Ida Leopoldina (1811–1884) patřila ke knížecí rodině Lichtenštejnů. 

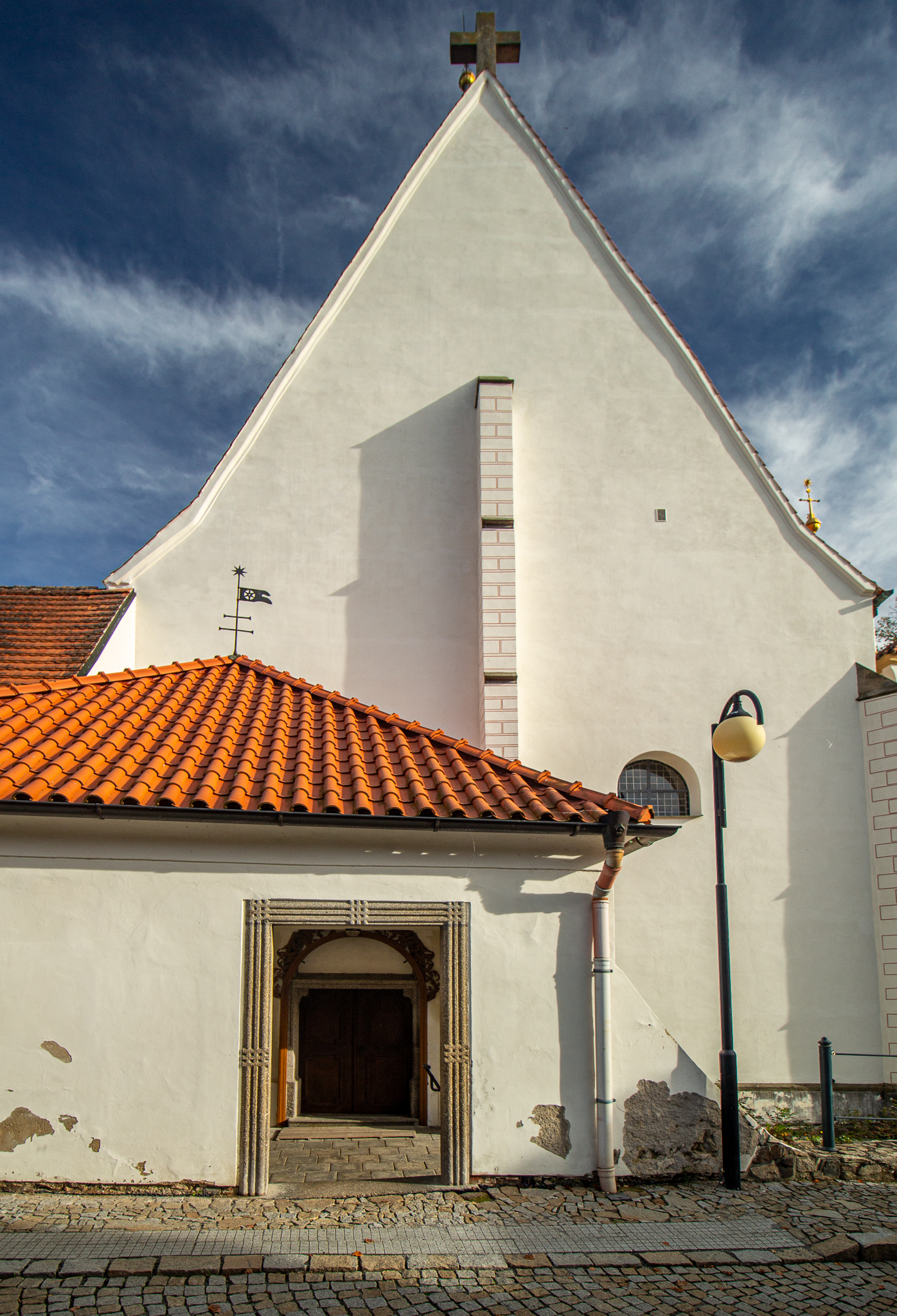
Kostel Nanebevzetí Panny Marie v Bechyni, místo posledního odpočinku knížete.

V mládí sloužil v armádě, do výslužby odešel v roce 1861 v hodnosti rytmistra. V roce 1863 byl jmenován c. k. komořím a v roce 1866 byl v doplňovacích volbách zvolen za velkostatkářskou kurii poslancem českého zemského sněmu. Českým poslancem byl pak ještě v letech 1870–1872 a 1883–1895. V roce 1881 po otci zdědil titul knížete a rodový majetek, od roku 1881 byl zároveň dědičným členem rakouské panské sněmovny a v roce 1891 získal titul tajného rady. V roce 1896 obdržel Řád zlatého rouna. Užíval také čestný titul nejvyšší dvorský a generální dědičných zemí poštmistr, který byl již jen historickou připomínkou zásluh Paarů na rozvoji poštovnictví v habsburské monarchii v 16. a 17. století. V roce 1905 získal nárok na oslovení Jasnost (Durchlaucht). Zemřel ve Vídni, pohřben byl v rodové hrobce v klášterním kostele Nanebevzetí Panny Marie v Bechyni.

## Majetek
Po sňatku se s manželkou usadil v Kardašově Řečici. Zdejší zámek dosud neplnil funkci panského sídla, proto byly nutné menší stavební úpravy a vystěhovaní úředníků velkostatků do panského domu. V Kardašově Řečici se Karel Jan Václav zúčastnil veřejného života, byl také členem městské rady a s vkladem 8 000 zlatých založil nadaci na podporu chudých. Na řečickém zámku se narodily tři z jeho sedmi dětí, rodina mluvila česky. Po otci v roce 1881 zdědil další rodový majetek, velkostatky Bechyně, Opařany, Dražíč, Vysoké Veselí a Zdechovice. V Čechách Paarům patřilo přibližně 14 000 hektarů půdy. Dalším majetkem bylo panství Hartberg ve Štýrsku a palác ve Vídni. Důraz na správu majetku v jižních Čechách a ztrátu zájmu o východočeské statky dokládá fakt, že v roce 1889 došlo k prodeji velkostatku Zdechovice (koupil jej podnikatel Jan Schebek) a uvolnění zámku ve Vysokém Veselí pro potřeby školy.

## Rodina
V roce 1866 se oženil s markraběnkou Leopoldinou Pallaviciniovou (1845–1928), dcerou Alfonse Pallaviciniho. Později byla c. k. palácovou dámou a dámou Řádu hvězdového kříže a iniciovala přestavbu zámku v Opařanech na psychiatrickou léčebnu (zámek byl v roce 1887 prodán Zemskému výboru). Z jejich manželství pocházelo sedm dětí. Nejstarší syn Alfons (1868–1903) zemřel předčasně, dědicem titulu a majetku se stal Karlův vnuk Alfons (1903–1979). Z dcer se nejstarší Ida Marie (1867–1945) provdala za hraběte Alfonse Mensdorff-Pouillyho.
Jeho mladší bratři sloužili v armádě, Eduard (1837–1919) byl c. k. generálplukovníkem a dlouholetým generálním pobočníkem císaře Františka Josefa, další bratr Alois (1840–1909) dosáhl hodnosti c. k. generála jízdy. Jejich švagry byli významní představitelé šlechty a velkostatkáři v Čechách a na Moravě, například Jaromír Černín z Chudenic nebo Leopold III. Podstatský-Lichtenštejn.

### Děti
- 1. Ida Marie (1. 3. 1867 Vídeň – 9. 8. 1945 Nečtiny)
  - ⚭ (1890) Alfons Vladimír Mensdorff-Pouilly (16. 8. 1864 Boskovice – 20. 6. 1935 Brno), poslanec Říšské rady, Českého zemského sněmu a starosta města Boskovice[7]
- 2. Alfons (14. 5. 1868 Kardašova Řečice – 22. 9. 1903 Lublaň)
  - ⚭ (1901) Eleonora z Windisch-Graetze (17. 10. 1878 Štýrský Hradec – 2. 1. 1977 Lugano)
- 3. Gabriela (22. 8. 1869 Kardašova Řečice – 11. 2. 1945 Loosdorf)
  - ⚭ (1898) hrabě Alfons Piatti (21. 2. 1866 Vídeň – 27. 9. 1940 Loosdorf)
- 4. Alfréd (24. 3. 1871 Vídeň – 25. 9. 1871 Vídeň)
- 5. Václav Maria (5. 9. 1878 Kardašova Řečice – 14. 11. 1964 Vídeň), svobodný a bezdětný
- 6. Alexandr Karel (1. 4. 1882 Vídeň – 10. 11. 1955 Vídeň), svobodný a bezdětný
- 7. Eduard Maria (16. 12. 1884 Vídeň – 16. 8. 1945 Vídeň), svobodný a bezdětný